# Cesare Canevari
Cesare Canevari (13 de outubro de 1927 - 25 de outubro de 2012) foi um ator italiano, diretor e roteirista.

## Vida e carreira
Nascido em Milão, Canevari começou sua carreira logo após a Segunda Guerra Mundial como ator de teatro, ocasionalmente também aparecendo em filmes em papéis menores. Referido como "um gênio à frente de seu tempo", "um mestre do cinema de gênero" e "um dos diretores menos marcáveis do cinema de gênero italiano" ele dirigiu nove filmes entre 1964 e 1983. Muitas vezes caracterizado por um estilo incomum, seus filmes variavam entre diferentes gêneros, incluindo noir, exploração nazista, Spaghetti Western, giallo e melodrama. Seus filmes geralmente eram produzidos e filmados em Milão.

## Filmografia selecionada
- Un tango dalla Russia (1965)
- Agente Segreto 070: Thunderbay Missione Grasshopper (1966)
- A Man for Emmanuelle (1969)
- Matalo! (1970)
- Last Orgy of the Third Reich (1977)